# Domessin
Domessin är en kommun i departementet Savoie i regionen Auvergne-Rhône-Alpes i sydöstra Frankrike. Kommunen ligger i kantonen Le Pont-de-Beauvoisin som tillhör arrondissementet Chambéry. År 2022 hade Domessin 1 999 invånare.

## Befolkningsutveckling
Antalet invånare i kommunen Domessin
| Referens: INSEE |